# Алмали (Каратальський район)
Алмали́ (каз. Алмалы) — село у складі Каратальського району Жетисуської області Казахстану. Входить до складу Байшегірського сільського округу.
Населення — 669 осіб (2021; 577 у 2009, 605 у 1999, 708 у 1989).
2010 року до складу села було включене ліквідовне село Акіи́к (каз. Ақіык). Уродженцем села Акіик є Маулен Мамиров (1970) — казахський борець вільного стилю, бронзовий призер чемпіонату світу, чемпіон Азії, бронзовий призер та чемпіон Азійських ігор, бронзовий призер Олімпійських ігор.